# Robert Calderbank
Arthur Robert Calderbank — qui signe fréquemment A. Robert Calderbank — est un professeur d'informatique, de génie électrique et de mathématiques, recteur de l'Information Initiative à l'université Duke, né le 28 décembre 1954 à Bridgwater.

## Biographie
Calderbank obtient un Bachelor of Science à l'université de Warwick en 1975, un Master of Science à l'université d'Oxford en 1976, tous en mathématiques et un Ph. D. au California Institute of Technology en 1980 sous la supervision de Marshall Hall Jr avec une thèse intitulée Algebraic Coding Theory. Il rejoint les Laboratoires Bell en 1980 et quitte AT&T Labs en 2003 en tant que vice-président de la recherche et des systèmes Internet et réseaux. Il est ensuite  professeur de génie électrique, de mathématiques et de mathématiques appliquées et computationnelles à l'université de Princeton, puis rejoint l'université Duke en 2010 où il devient doyen du département des sciences naturelles. Depuis 2014, il est « Charles S. Sydnor Distinguished Professor of Computer Science ».

## Recherche
Il est l'un des développeurs des Space-Time-Code (en)
(STC) pour les systèmes de communication sans fil,. Avec Peter Shor et Andrew Steane, il développe des codes CSS pour la correction d'erreurs quantiques, ainsi nommées d'après les initiales de leurs noms,,.

## Distinctions
- 1995 et 1999 : prix IEEE Paper Award[10].
- 2005 : Membre de l'Académie nationale d'ingénierie des États-Unis « pour ses recherches sur les communications, depuis les progrès de la théorie du codage algébrique jusqu'au traitement du signal pour les modems filaires et sans fil »[11].
- 2012 : Fellow de l'American Mathematical Society[12].
- 2013 : Médaille Richard-Hamming de l'IEEE[13].
- 2014 : Fellow de la National Academy of Inventors
- 2015 : Prix Claude-Shannon .
- 2021 : Fellow de la SIAM « pour ses contributions approfondies à la théorie de l'information »[14].
- 2022 : Membre de l'Académie américaine des arts et des sciences.

## Vie personnelle
Robert Calcerbank est marié avec Ingrid Daubechies.